# Ixia splendida
Ixia splendida är en irisväxtart som beskrevs av Gwendoline Joyce Lewis. Ixia splendida ingår i släktet Ixia och familjen irisväxter. Inga underarter finns listade i Catalogue of Life.